# Piotr Niezgodziński
Piotr Niezgodziński (ur. 8 sierpnia 1921 w Kobiernie, zm. 7 lipca 1997 we Wrocławiu) – polski entomolog.

## Życiorys
Po zakończeniu II wojny światowej rozpoczął studia na Wydziale Nauk Przyrodniczych Uniwersytetu i Politechniki Warszawskiej, w 1947 rozpoczął pracę w Zakładzie Zoologii Rolniczej i Entomologii Stosowanej na Wydziale Rolniczym na uczelni. W 1950 ukończył naukę i uzyskał tytuł magistra inżyniera, w 1960 obronił doktorat, w 1968 habilitował się, a w 1987 na wrocławskiej Akademii Rolniczej został profesorem. W latach 1972–1997 był przewodniczącym wrocławskiego oddziału Polskiego Towarzystwa Entomologicznego, członkiem Komisji Rewizyjnej Polskiego Towarzystwa Entomologicznego i opiekunem biblioteki tego towarzystwa.  
Początkowo jego badania dotyczyły szkodliwej entomofauny krzewów owocowych i ozdobnych, tematem doktoratu było opracowanie fauny wyrośli powstających na różach. Następnie rozszerzył badania o rośliny uprawne, interesował się rozwojem strąkowca fasolowego w warunkach polowych i magazynowych. Dorobek naukowy Piotra Niezgodzińskiego obejmuje 44 publikacje, w tym 20 oryginalnych prac naukowych. Jest współautorem książek i podręczników, autorem książki i skryptu. 
Został pochowany na Cmentarzu Świętej Rodziny we Wrocławiu.

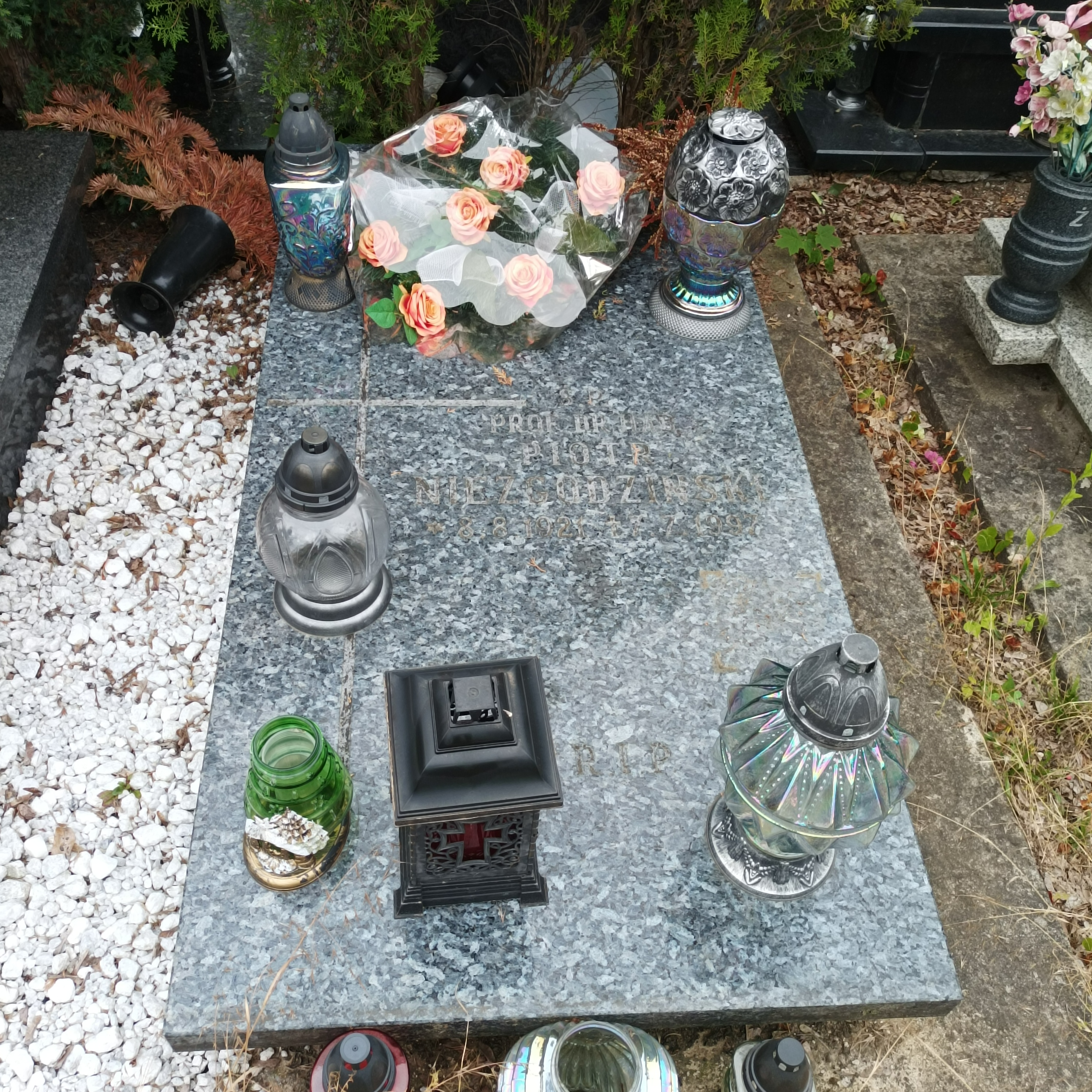
Grób prof. Piotra Niezgodzińskiego na Cmentarzu Świętej Rodziny we Wrocławiu

## Odznaczenia
- Złota Odznaka Polskiego Towarzystwa Entomologicznego;
- Krzyż Kawalerski Orderu Odrodzenia Polski;
- Medal Komisji Edukacji Narodowej.